# Aardbeving Düren 1756
De Aardbeving bij Düren op 18 februari 1756, om 8.00 uur was de sterkste aardbeving die ooit in Duitsland is waargenomen en een van de grootste bekende aardbevingen in West-Europa in de geschiedenis. De aardbeving werd gevoeld tot in Londen, Halle en Straatsburg.

## Gebeurtenissen
Het Duitse Rijnland werd in 1755-1756 geteisterd door een serie aardbevingen. Op 26 december 1755 was er een aardbeving met een sterkte van 5,1 en na nog geen twee maanden vond de aardbeving bij Düren plaats. Het epicentrum van deze krachtige aardbeving lag bij Düren op een diepte van 14 tot 16 kilometer. De sterkte bedroeg 6,1 op de schaal van Richter en een maximale intensiteit van VIII op de 12-delige schaal van Mercalli. Er volgden tot mei 1757 nog talrijke naschokken.
In Düren vielen twee doden en werden vele gebouwen beschadigd of vernield. De beving veroorzaakte schade aan gebouwen tot in Keulen, Aken en Gulik. De stadsmuren van Düren raakten zwaar beschadigd en de stadsmuren van het 40 kilometer zuidelijker gelegen Bad Münstereifel stortten gedeeltelijk in. In Aken vielen twee doden en één zwaargewonde door neerstortend puin. In de stad werden talrijke huizen beschadigd en stortten 300 schoorstenen in. Tot in Keulen en Luik stortten schoorstenen in. Bij Hürtgen veroorzaakte de beving een aardverschuiving. De Burcht van Nideggen, de voormalige zetel van de graven en hertogen van Gulik, raakte zwaar beschadigd en werd onbewoonbaar. De St. Peter und Paul-kerk in Eschweiler werd zo zwaar beschadigd dat de kerkdiensten op een noodveld moesten worden gehouden. In de toren van de kerk is een herdenkingssteen aan de aardbeving ingemetseld. In Maastricht zijn vele huizen uijt malkander gescheurt.

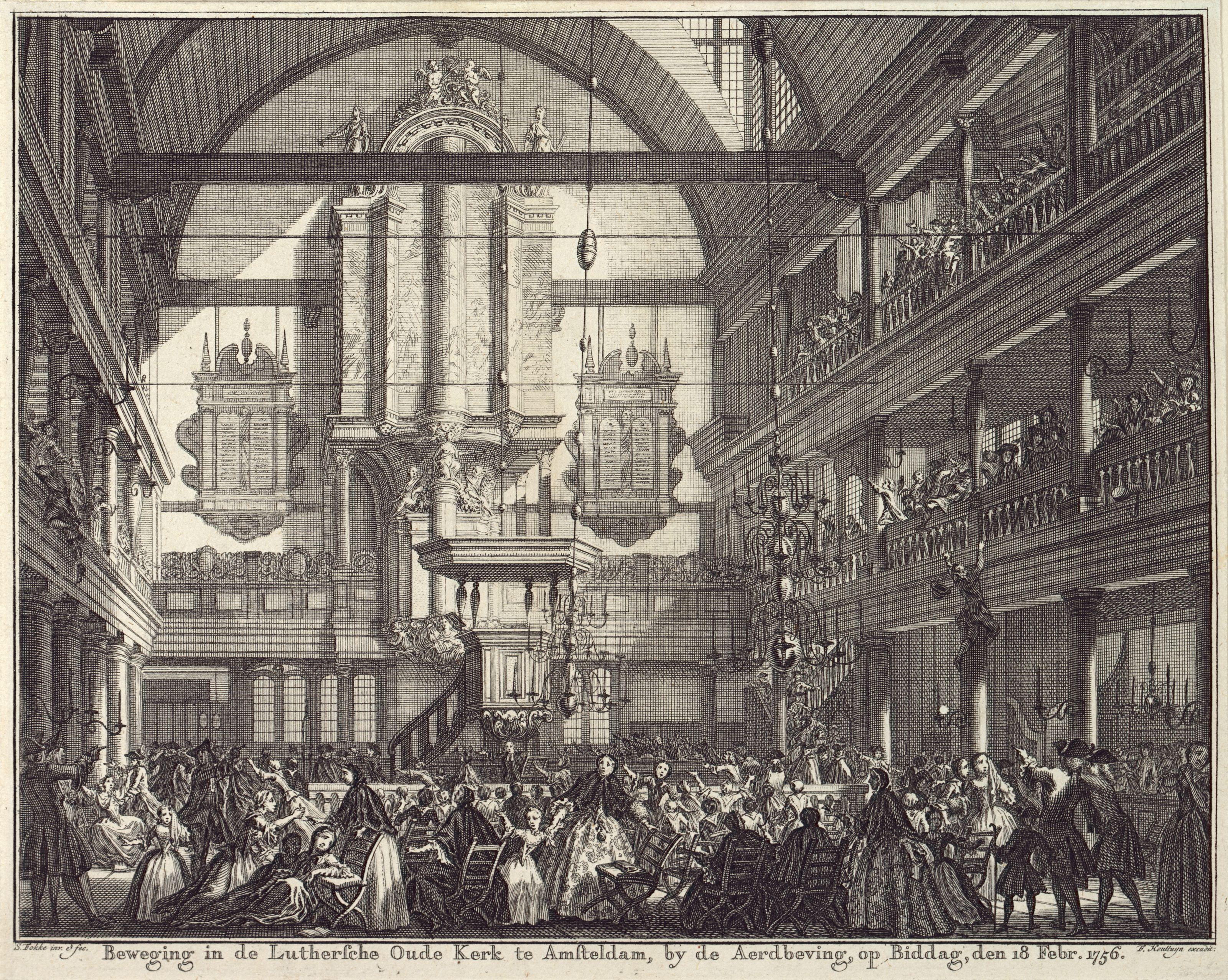
In Amsterdam waren de effecten van de beving ook merkbaar, in de Oude Lutherse Kerk aan het Singel brak paniek uit tijdens de dienst. Afbeelding van Simon Fokke.